# Hannun Kotajärvi
Hannun Kotajärvi eller Hannoskoahtejavri är en sjö i kommunen Utsjoki i landskapet Lappland i Finland. Sjön ligger 260 meter över havet. Arean är 62 hektar och strandlinjen är 3,38 kilometer lång. Sjön  ingår i Neidenälvens huvudavrinningsområde.   Den ligger omkring 350 kilometer norr om Rovaniemi och omkring 1100 kilometer norr om Helsingfors. 
Hannun Kotajärvi ligger sydöst om Vaijärvi. 